# Transport kolejowy w Tarnowskich Górach

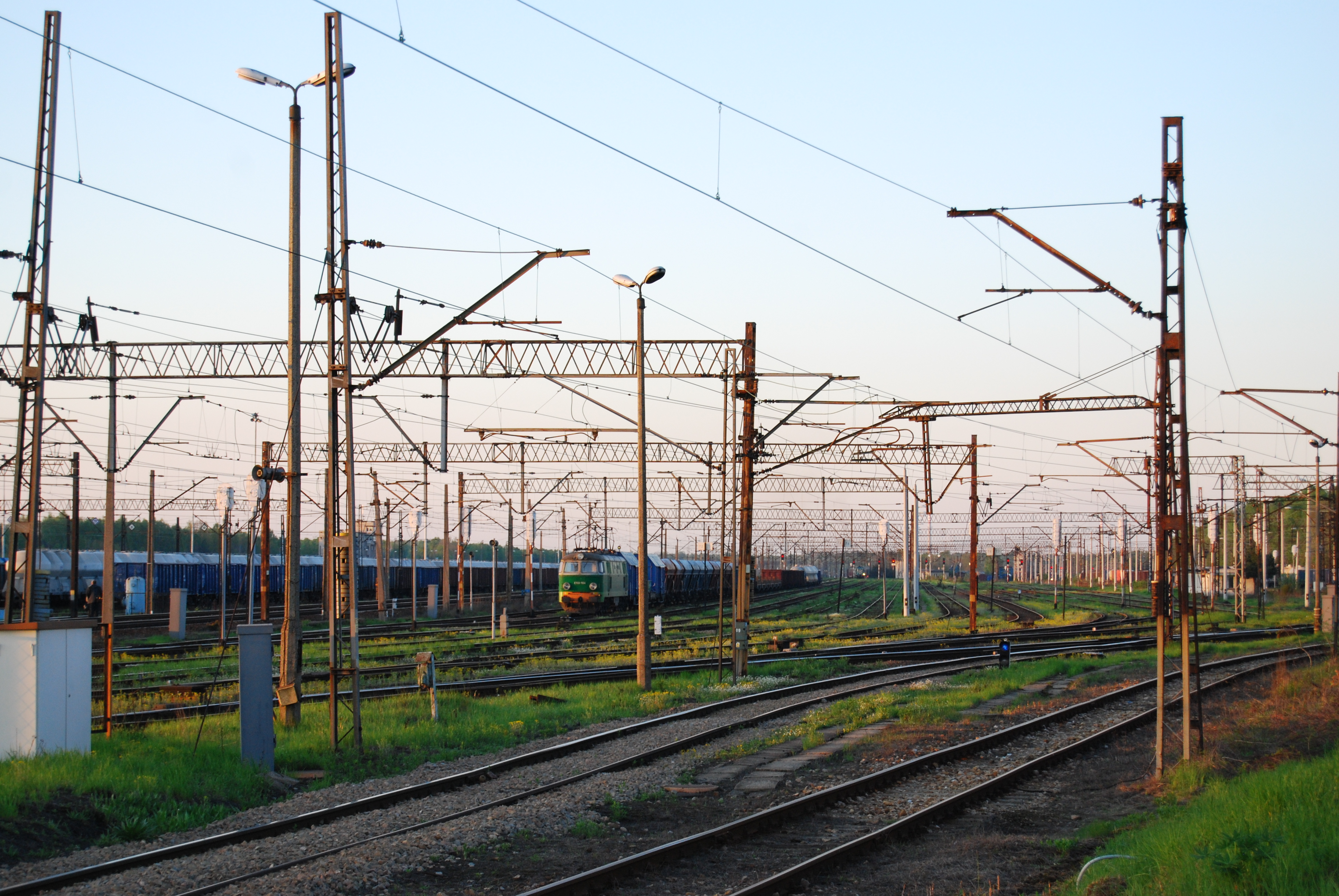
Węzeł kolejowy w Tarnowskich Górach – grupa torów „TW”

Transport kolejowy w Tarnowskich Górach – początki kolei w Tarnowskich Górach sięgają 1847 roku, natomiast Tarnogórski węzeł kolejowy jest największą stacją rozrządową w Polsce.

## Historia
Zamiar doprowadzenia linii kolejowej do Tarnowskich Gór powstał już w 1827 roku. Genezą tego była potrzeba transportu surowców z kopalń rud żelaza, które były w tamtych latach liczne w tych okolicach, i produktów pobliskim zakładom przemysłowym.
Za początek działalności węzła uznaje się dzień 12 lutego 1857, kiedy to po raz pierwszy ruszył pociąg do stacji Zawadzkie wykonując odbiór techniczny linii. W następnym roku linię kolejową przedłużono do Opola, a w kolejnym z Chebziem, gdzie tory łączyły się z linią kolejową Kraków-Wrocław.
W 1961 roku w celu kształcenia kadr na potrzeby obsługi węzła kolejowego powstał Zespół Szkół Zawodowych PKP w Tarnowskich Górach.

## Linie kolejowe
Obecnie łączący cztery różne kierunki linii kolejowych normalnotorowych zbiegających się w Tarnowskich Górach. Od 1964 roku linia nr 182 do Zawiercia jest nieczynna. Pozostałe linie łączące węzeł z innymi miastami to:
Linia kolejowa nr 127 do Radzionkowa,
Linia kolejowa nr 129 i 130 Tarnowskie Góry – Kalety (podwójna)
Linia kolejowa nr 144: Tarnowskie Góry – Opole Główne.
Ponadto przez węzeł przechodzi Magistrala Węglowa, czyli na tym odcinku linia nr 131, oraz Górnośląskie Koleje Wąskotorowe.

## Węzeł kolejowy
Węzeł Tarnogórski składa się z wielu grup torów. Są to grupy: A, B, C, D, OB, ME, Pb, Tg, Osobowa, Las.